# Matteo Pellegrino
Matteo Pellegrino (ur. 22 września 1984 w Rawenna) – włoski kierowca wyścigowy.

## Kariera
Pellegrino rozpoczął karierę w wyścigach samochodowych w 2000 roku, od startów we  Włoskiej Formule Renault Campus, w której uplasował się na siódmej pozycji w klasyfikacji generalnej. W późniejszych latach startował we  Włoskiej Formule Renault, Euroseries 3000, World Series Light oraz w Formule 3 Euro Series. W 2005 roku Włoch wystartował w sezonie Formuły Renault 3.5 z włoską ekipą RC Motorsport. W ciągu sześciu wyścigów jednak nie zdołał zdobyć punktów.

## Statystyki
| Sezon | Seria                         | Zespół              | Wyścigi | Zwycięstwa | PP | NO | Podium | Punkty | Pozycja |
| ----- | ----------------------------- | ------------------- | ------- | ---------- | -- | -- | ------ | ------ | ------- |
| 2000  | Włoska Formuła Renault        | Door's Engineering  | 0       | 0          | 0  | 0  | 0      | 0      | NS      |
| 2000  | Włoska Formuła Renault Campus |                     |         |            |    |    |        | 0      | 7       |
| 2002  | Włoska Formuła Renault        | Facondini Racing    | 7       | 0          | 0  | 0  | 0      | 8      | 22      |
| 2002  | Euro 3000                     | Victory Engineering | 2       | 0          | 0  | 0  | 0      | 0      | NS      |
| 2003  | World Series Light            | RC Motorsport       | 16      | 0          | 0  | 0  | 3      | 99     | 6       |
| 2004  | World Series Light            | Vergani Racing      | 15      | 2          | 0  | 0  | 7      | 116    | 4       |
| 2005  | Formuła Renault 3.5           | RC Motorsport       | 6       | 0          | 0  | 0  | 0      | 0      | NS      |
| 2005  | 3000 Pro Series               | Scuderia Fama       | 1       | 0          | 0  | 0  | 0      | 1      | 17      |
| 2005  | Włoska Formuła 3000           | Azeta Racing        | 1       | 0          | 0  | 0  | 0      | 0      | NS      |

## Wyniki w Formule Renault 3.5
| Legenda oznaczeń w tabelach wyników Wyświetl szablon na nowej stronie | Legenda oznaczeń w tabelach wyników Wyświetl szablon na nowej stronie                                                                     |
| Oznaczenie                                                            | Wyjaśnienie |
| --------------------------------------------------------------------- | --- |
| Złoty                                                                 | Zwycięzca lub mistrzostwo |
| Srebrny                                                               | 2. miejsce lub wicemistrzostwo |
| Brązowy                                                               | 3. miejsce lub II wicemistrzostwo |
| Zielony                                                               | Ukończył, punktował (w klasyfikacji generalnej, gdy zdobył co najmniej jeden punkt na przestrzeni sezonu, poza trzema powyższymi opcjami) |
| Niebieski                                                             | Ukończył, nie punktował (w klasyfikacji generalnej, gdy nie zdobył co najmniej jednego punktu na przestrzeni sezonu)                      |
| Czerwony                                                              | Nie zakwalifikował się (NZ) |
| Czerwony                                                              | Nie prekwalifikował się (NPK) |
| Różowy                                                                | Nie ukończył (NU) |
| Różowy                                                                | Niesklasyfikowany (NS) (w klasyfikacji generalnej, gdy nie został sklasyfikowany w żadnym wyścigu sezonu)                                 |
| Czarny                                                                | Zdyskwalifikowany (DK) |
| Czarny                                                                | Wykluczony (WYK/EX) |
| Biały                                                                 | Nie wystartował (NW) |
| Biały                                                                 | Kontuzjowany (K/INJ) |
| Biały                                                                 | Wyścig odwołany (OD/C) |
| Bez koloru                                                            | Został wycofany (WYC/WD) |
| Bez koloru                                                            | Nie przybył (NP/DNA) |
| Bez koloru                                                            | Nie brał udziału w treningach (NT/DNP) |
| Bez koloru                                                            | Nie został zgłoszony (–) |
| Pogrubienie                                                           | Start z pole position |
| Kursywa                                                               | Najszybsze okrążenie wyścigu |
| †                                                                     | Nie ukończył, ale jego rezultat został zaliczony ze względu na przejechanie więcej niż 90% dystansu wyścigu.                              |
| *                                                                     | Sezon w trakcie |
| 1/2/3                                                                 | Punktowana pozycja w sprincie kwalifikacyjnym                                                                                             |
| Lista systemów punktacji Formuły 1                                    | |

| Rok  | Zespół        | Wyniki w poszczególnych eliminacjach | Wyniki w poszczególnych eliminacjach | Wyniki w poszczególnych eliminacjach | Wyniki w poszczególnych eliminacjach | Wyniki w poszczególnych eliminacjach | Wyniki w poszczególnych eliminacjach | Wyniki w poszczególnych eliminacjach | Wyniki w poszczególnych eliminacjach | Wyniki w poszczególnych eliminacjach | Wyniki w poszczególnych eliminacjach | Wyniki w poszczególnych eliminacjach | Wyniki w poszczególnych eliminacjach | Wyniki w poszczególnych eliminacjach | Wyniki w poszczególnych eliminacjach | Wyniki w poszczególnych eliminacjach | Wyniki w poszczególnych eliminacjach | Wyniki w poszczególnych eliminacjach | Punkty | Pozycja |
| ---- | ------------- | ------------------------------------ | ------------------------------------ | ------------------------------------ | ------------------------------------ | ------------------------------------ | ------------------------------------ | ------------------------------------ | ------------------------------------ | ------------------------------------ | ------------------------------------ | ------------------------------------ | ------------------------------------ | ------------------------------------ | ------------------------------------ | ------------------------------------ | ------------------------------------ | ------------------------------------ | ------ | ------- |
| 2005 | RC Motorsport | BEL                                  | BEL                                  | MON                                  | VAL                                  | VAL                                  | FRA                                  | FRA                                  | BIL                                  | BIL                                  | DEU                                  | DEU                                  | GBR                                  | GBR                                  | PRT                                  | PRT                                  | ITA                                  | ITA                                  | 0      | 31      |
| 2005 | RC Motorsport | -                                    | -                                    | -                                    | -                                    | -                                    | -                                    | -                                    | -                                    | -                                    | -                                    | -                                    | 14                                   | 19                                   | 13                                   | NU                                   | 15                                   | 18                                   | 0      | 31      |